# 圣博埃斯
圣博埃斯（法語：Saint-Boès，法語發音：[sɛ̃ bɔɛs]）是法国大西洋比利牛斯省的一个市镇，属于波城区。

## 地理
圣博埃斯（43°31'33"N, 0°48'34"W）面积9.49 平方千米，位于法国新阿基坦大区大西洋比利牛斯省，该省份为法国东南部省份，涵盖了贝阿恩与北巴斯克，西临大西洋比斯開灣，北至朗德省，东北接热尔省，东临上比利牛斯省，南与西班牙接壤。
与圣博埃斯接壤的市镇（或旧市镇、城区）包括：巴奇德贝阿恩、博尼特、奥尔泰兹、贝阿恩地区圣日龙。
圣博埃斯的时区为UTC+01:00、UTC+02:00（夏令时）。

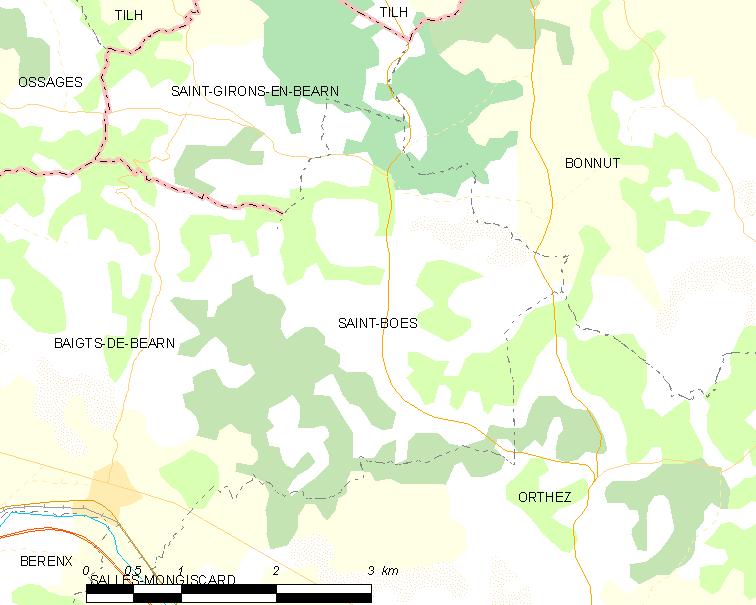
圣博埃斯的OSM定位图

## 行政
圣博埃斯的邮政编码为64300，INSEE市镇编码为64471。

## 政治
圣博埃斯所属的省级选区为奥尔泰兹-激流与盐之地县。

## 人口

1962-2008年间圣博埃斯人口变化图示

圣博埃斯于2022年1月1日时的人口数量为370人。